# 内瓦河畔奇萨诺
内瓦河畔奇萨诺（義大利語：Cisano sul Neva），是意大利萨沃纳省的一个市镇。总面积12.15平方公里，人口1911人，人口密度157.3人/平方公里（2009年）。ISTAT代码为009025。

## 友好城市
- 法國 勒维冈